# Abraham Dreyer
Abraham Dreyer (født 11. december 1671 i Trondheim, Norge - død 4. august 1736 samme sted), også kendt som Abraham Petersen Dreyer, var en dansk-norsk embedsmand, der fungerede som dommer i sin hjemby.
Dreyer ejede en del ejendomme i lokalområdet, blandt andet indenfor bjergværksdrift. Han havde ingen familie selv, men i 1712 giftede han sig med Karen Tønder, der var enke og mor til 12 børn. Den ene af sønnerne valgte at gå i sin stedfaders fodspor som voksen.